# Hisashi Jōgo
Hisashi Jōgo (jap. 城後 寿 Jōgo Hisashi; ur. 16 kwietnia 1986) – japoński piłkarz występujący na pozycji napastnika. Obecnie występuje w Avispa Fukuoka.

## Kariera klubowa
Od 2005 roku występował w klubie Avispa Fukuoka.